# George Forsyth
Pour les articles homonymes, voir Forsyth.
George Forsyth est un footballeur péruvien, né le 20 juin 1982 à Caracas (Venezuela), qui évoluait au poste de gardien de but.
Retiré du milieu du football, il fait son incursion dans le monde de la politique et a été notamment candidat à l'élection présidentielle péruvienne de 2021 où il obtient 5,7 % des suffrages exprimés.

## Biographie

### Situation personnelle
George Forsyth est né à Caracas en 1982. Son père, diplomate péruvien, était alors en fonction dans la capitale vénézuélienne. Sa mère, de nationalité chilienne, a été miss Chili en 1976.
Il se marie en 2018 avec l'actrice Vanessa Terkes (en).

### Carrière sportive
George Forsyth commence sa carrière de footballeur à l'Alianza Lima en 2001. Il y joue la plus grande partie de sa carrière et remporte trois championnats du Pérou en 2001, 2004 et 2006. C'est au cours de ce dernier championnat qu'il atteint un plus grand protagonisme au point d'être nommé gardien de l'année. 
Il a aussi l'occasion de jouer en Europe, au sein de l'équipe bis du Borussia Dortmund (2002-2003) et à l'Atalante Bergame (2007-2008).
International péruvien de 2007 à 2014, Forsyth compte sept capes en équipe nationale (pour 12 buts encaissés).

### Engagement politique
En vue du second tour de l’élection présidentielle de 2016, George Forsyth apporte son soutien à la candidature de Pedro Pablo Kuczynski face à Keiko Fujimori.
De 2019 à 2020, George Forsyth est maire de La Victoria, un des arrondissements de Lima.
Candidat à l'élection présidentielle de 2021 avec le soutien du parti Victoire nationale, fondé par l’ancien pasteur évangélique Humberto Lay Sun, il choisit d'hispaniser son nom de famille en « Forsay » dans les affiches électorales. Il est considéré comme favorable aux entreprises privées et fait de la lutte contre la criminalité son thème de prédilection.
Après avoir été donné en tête des intentions de vote dans les sondages de début de campagne, il commence à baisser au moment des premiers débats télévisés. Lors du premier tour le 11 avril, il arrive en huitième position, avec 5,7 % des suffrages exprimés. Pour le second tour, Victoire nationale appelle à voter pour Keiko Fujimori face au candidat de gauche radicale Pedro Castillo.

## Palmarès
| Alianza Lima - Championnat du Pérou (3) : - Champion : 2001, 2004 et 2006. - Torneo del Inca (1) : - Vainqueur : 2014. |  | Alianza Lima - Élu meilleur gardien de l'année du championnat du Pérou en 2006. |